# Hassi Mounir
Hassi Mounir (também conhecida como Hassi El Mounir) é uma vila na comuna de Oum El Assel, no distrito de Tindouf, província de Tindouf, Argélia. Está ligada à rodovia nacional N50 por uma longa estrada guiando a sudoesta da vila. Lá é o local de um projeto para introduzir a energia solar para a Argélia, com 42 domicílios ligados a seis sistemas de energia solar.